# Pechsteinkopf
Der Pechsteinkopf, selten auch Bechsteinkopf, ist ein Berg in der Pfalz (Rheinland-Pfalz), der eine Höhe von 355,2 m ü. NHN erreicht. Nach ihm benannt sind die Weinlage Forster Pechstein sowie das Naturschutzgebiet Haardtrand – Am Bechsteinkopf mit der Nummer NSG-7332-174.

## Geographische Lage
Der Pechsteinkopf gehört zum Gebirgszug der Haardt am Ostrand des Pfälzerwalds. Er liegt auf der westlichen Bruchkante des Oberrheingrabens 2 km westlich der Ortsgemeinde Forst an der Weinstraße, wo er den zentralen Teil des Naturschutzgebiets Haardtrand – Am Bechsteinkopf bildet.

## Geologie
Der Berg hat seinen Namen davon, dass dort Basalt (basischer Vulkanit, Olivinnephelinit), der früher offenbar mit Pechstein gleichgesetzt wurde, zutage getreten ist. Dabei handelt es sich um das einzige Vorkommen eines jüngeren Eruptivgesteins in der Pfalz. Der Basalt füllt einen rund 625 m langen und 175 m breiten Graben, der von Südwest nach Nordost zieht und etwa in der Mitte vom Margarethental zerschnitten wird.
Das flüssige Magma, das nach neueren Untersuchungen vor etwa 53 – nach älteren Quellen 29 oder 35 – Millionen Jahren in einem Riss aufstieg, erstarrte bereits in den Spalten und bildete dabei zunächst Basaltsäulen. Mit dem Magma stiegen heiße Gase auf, bei deren Eruptionen die Säulen zu Basaltbrocken zerbrachen.

## Wirtschaft

### Basalttagebau

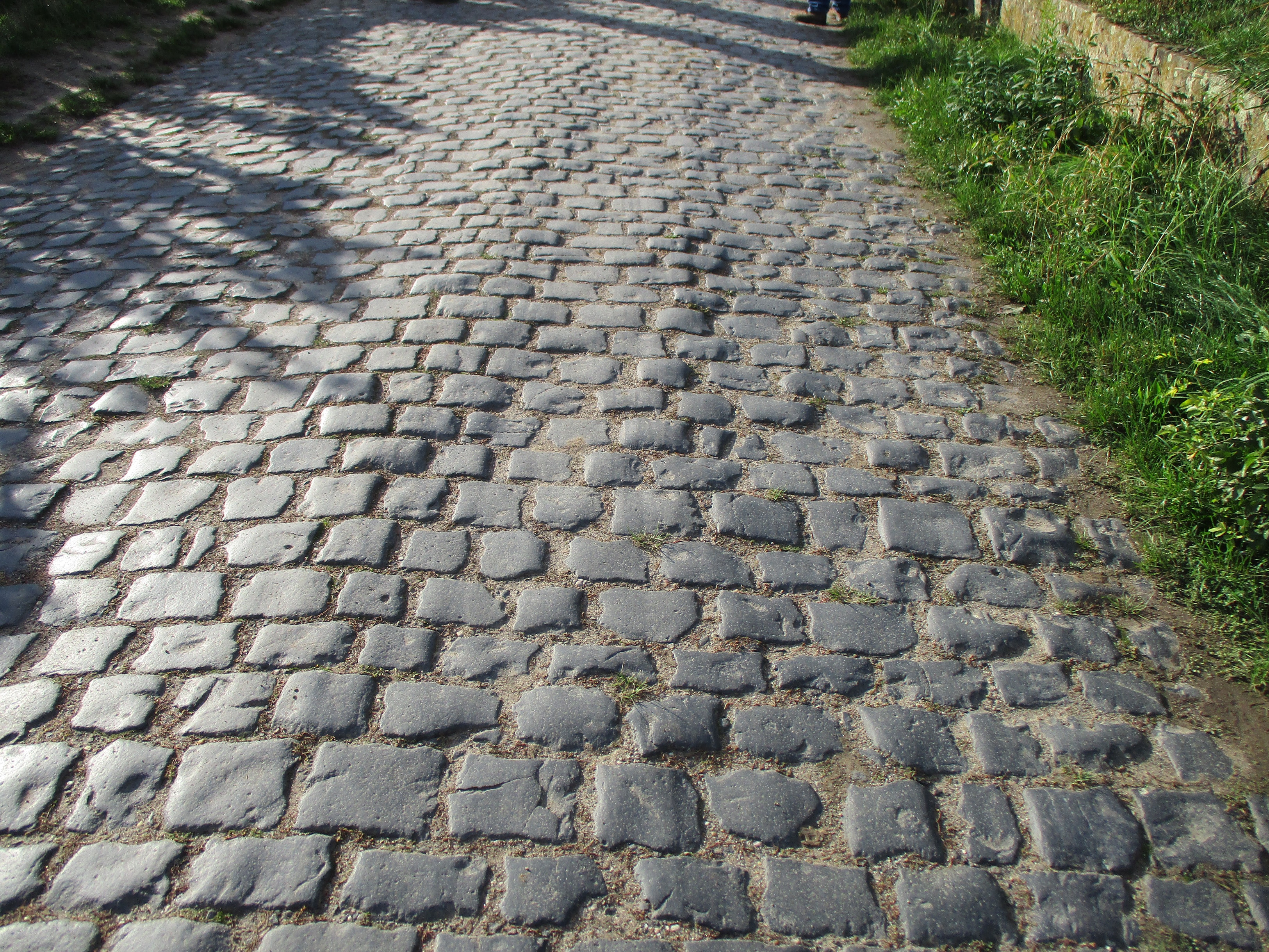
Kopfsteinpflaster in Forst aus Basalt vom Pechsteinkopf

Der Basalt wurde im Tagebau bis in die 1980er Jahre abgebaut. Dabei entstand neben einem kleineren Trichter im Südwesten ein größerer im Nordosten, der 100 m Tiefe und 200 m Durchmesser besitzt. Anfangs wurde das Gestein mit einer umlaufenden Luftseilbahn zu einer Verladestation mit Mahlwerk an der Bahnlinie Neustadt–Bad Dürkheim geschafft. Die Seilbahn war mehr als 2 km lang und führte zwischen Forst an der Weinstraße und Deidesheim über die Deutsche Weinstraße hinweg. Nachdem der Transport wegen der größeren Ladekapazitäten auf Lastkraftwagen umgestellt worden war, wurde, um die Bewohner von Forst vor Lärm und Staub zu schützen, ein neues Mahlwerk im Südwesten des Pechsteinkopfs errichtet.
Nach der Einstellung des Basaltabbaus und der Demontage von Mahlwerk und Seilbahn wurden die Trichterränder abgesperrt, um sie gegen Begehung zu sichern. Weil das im Abbaubereich austretende Wasser nicht mehr wie zu Förderzeiten abgepumpt wird, bildeten sich auf der Sohle der beiden Abbautrichter zwei Teiche. Im Lauf der Zeit entwickelten sie sich zu naturbelassenen Biotopen. Ihr Wasserspiegel liegt beim nordöstlichen Teich auf 253, beim südwestlichen auf 312 m.
Der Belag mancher Straßen in Forst besteht noch heute aus Basalt-Kopfsteinpflaster vom Pechsteinkopf.

### Weinbau

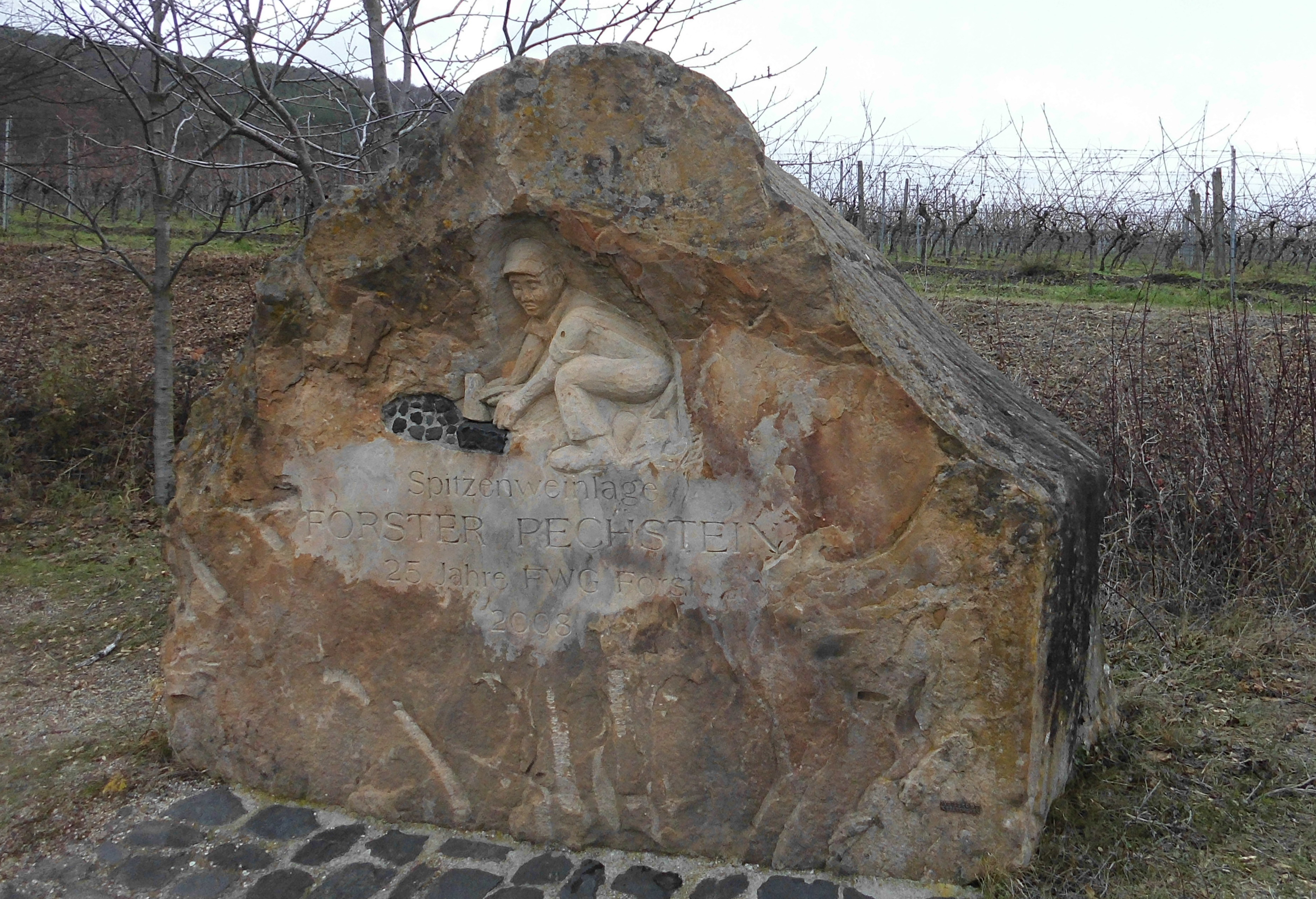
Denkmal Spitzenweinlage Forster Pechstein mit Relief eines Hauers

Der dunkle und wegen seiner Porosität sehr wasserdurchlässige Basaltboden am Süd- und Osthang des Bergs speichert tagsüber die Sonnenwärme und gibt sie während der Nachtstunden langsam frei. Er bietet sehr gute Bedingungen für den Weinbau, weil die Weinreben, um an Grundwasser zu gelangen, tief wurzeln müssen und dadurch besonders viele Mineralstoffe aufnehmen. Die 17 Hektar große Einzellage Forster Pechstein bringt vor allem filigrane Rieslingweine hervor, die – falls bestimmte weitere Qualitätsmerkmale erfüllt sind – als Großes Gewächs vermarktet werden können.
Um die engen Verbindungen von Beschaffenheit und Qualität des Bodens mit dem Weinbau aufzuzeigen, wurde 2008 vor Ort ein Basaltblock aufgestellt, in den über der Inschrift Spitzenweinlage Forster Pechstein das Relief eines Hauers eingemeißelt ist.